# Lead Management
Lead Management (oder auch Leadmanagement) beschreibt einen Marketing-Ansatz zur strategischen und gezielten Neukundengewinnung.

## Beschreibung
Der Begriff umfasst alle Maßnahmen und Prozesse – etwa aus den Bereichen Inbound Marketing, Content Marketing und Marketing Automation, die dazu dienen, aus anonymen Interessenten kontaktierbare Leads zu machen und diese zu Kunden zu entwickeln. Entscheidender Aspekt ist hierbei das Sammeln personenbezogener Daten, auf deren Basis das Marketing einem Lead weitere Informationen – in der Regel per E-Mail – zusendet und ihn so schrittweise durch die Customer Journey bis zum Kauf oder Vertragsabschluss führt. Der Lead-Management-Prozess besteht je nach Ausgangsmodell aus vier beziehungsweise fünf Phasen: Ziel- und Zielgruppendefinition (in einigen Modellen optional oder vorgelagert), Leadgenerierung, Lead Nurturing, Lead Scoring und Lead Routing. Andere Autoren fügen dem Lead Management Prozess außerdem zusätzlich die Phasen der Lead-Analyse und des Lead-Reportings hinzu.

## Die Phasen des Lead Managements
Hat der Lead-Datensatz den Leadmanagement-Prozess des Marketings durchlaufen ergibt sich für das Unternehmen eine qualifizierte Verkaufschance. An dieser Stelle befindet sich die Schnittstelle zwischen dem Marketing-Prozess und dem Sales-Prozess.

### Leadgenerierung
Die Leadgenerierung ist die erste Stufe im Prozess des Lead-Managements. Unterzieht man dieses einer End-to-End-Betrachtung, stellt es den gesamten Weg eines Kontaktes vom unbekannten Mitglied der Zielgruppe bis hin zu einem möglichen Kunden dar. Demnach beginnt der Prozess mit dem ersten Kontakt zwischen einem Konsument und dem Unternehmen. Hierbei soll die Leadgenerierung das Ziel erreichen, den Kontakt über ansprechende Inhalte in einen wiederkehrenden Konsument des Medienangebotes zu transformieren und durch den Tausch von qualitativem Content die Daten des Kunden zu generieren. Durch den Datentausch werden aus Kontakten Leads. Durch Marketingautomatisierung wird die Leadgenerierung für Unternehmen vereinfacht. Außerdem ermöglicht der Einsatz die Bearbeitung von Datenmengen, die manuell nicht in gleicher Zeit verarbeitet werden könnten.
Leads können auf unterschiedlichen Kanälen, sowohl digital als auch analog, generiert werden. Auf diesen findet der Austausch von Kontaktdaten statt. Unternehmen können folgende Arten der Leadgenerierung einsetzen:
- Outdoor-Lead-Generierung
- Telefonische Lead-Generierung
- Online-Lead-Generierung
- Print-Lead-Generierung[8].

### Lead-Erfassung
Die eingehenden Interessensbekundungen der Kontakte, welche in der Phase der Leadgenerierung gewonnen wurden, müssen für eine strukturierte Aufbereitung systematisch erfasst werden. Vorrangig ist die Erfassung des Interaktionskanals, auf dem die entsprechende Interessensbekundung einging. Falls dies über einen Online-Touchpoint durchgeführt worden ist, ist der Datensatz bereits digital, alle analogen Wege der Interessensbekundung müssen nachträglich in digitale Daten umgewandelt werden. In der Lead-Erfassung werden somit alle Daten bzgl. der Channels zusammengetragen, über die ein Kontakt zustande kam. Leads, welche die Phase der Lead-Erfassung durchlaufen haben, sind demnach Datensätze, welche Informationen über den Kontakt, den Interaktionskanal und über die potenziell bestehende Kundenbeziehung beinhalten.

### Lead-Qualifizierung
Die Lead-Qualifizierung dient der Informationsbereitstellung für Interessenten. Ein Lead, welcher in den Sales-Prozess gelangt, sollte vorher einen Qualifizierungsprozess durchlaufen haben, in welchem festgestellt wurde, für welche Themen sich der Kontakt interessiert. Durch die Bereitstellung von diversem Content ist es möglich den Interessenten so weit zu qualifizieren, dass er das Bedürfnis hat mit dem Vertrieb konkret über die Leistung des Unternehmens zu sprechen. Dieses Ziel wird durch den Einsatz des Flywheel oder Marketing Funnels erreicht. Durch dieses sollen Leads durch die Anreicherung mit Informationen sukzessiv so weit kanalisiert werden, dass kaufwillige Kunden aus der Gesamtzahl der Interessenten herausgefiltert werden. Ein Lead sollte bei der Übergabe an den Vertrieb bereits einen entsprechenden Qualifizierungs- oder Reifegrad erreicht haben. Datensätze lassen sich in dieser Phase zwischen "Marketing Qualified Lead (MQL)" und "Sales Qualified Lead (SQL)" unterscheiden. Marketing Qualified Leads stehen für Kundendatensätze mit der Bereitschaft weitere Marketinginformationen zu erhalten. Sales Qualified Leads stehen darüber hinaus für Datensätze, bei denen eine Conversion, also ein Verkauf, kurz bevorsteht.

### Lead Scoring
Das Lead Scoring bezeichnet eine Vorgehensweise im Marketing-Ansatz des Lead-Management-Prozesses, bei der potentielle Kunden eines Unternehmens anhand einer Skala eingeordnet werden. Das Ergebnis ist die Bewertung der Kaufbereitschaft von potenziellen Kunden für das Unternehmen. Der so ermittelte Wert gibt an, mit welcher vertrieblichen Priorität ein Kunde verarbeitet werden soll. Häufig wird das Lead Scoring zur Übergabe eine potentiellen Kunden vom Marketing zum Vertrieb beim Lead-Transfer verwendet. Es bildet somit die Basis für das Lead Nurturing.

### Lead Nurturing
Lead Nurturing ist eine Marketingstrategie, die darauf abzielt, potenzielle Kunden durch gezielte und personalisierte Kommunikation zu qualifizieren und sie auf dem Weg zum Kaufabschluss zu begleiten. Leads, die in den Sales-Prozess gelangen, sollten vorher einen Qualifizierungsprozess durchlaufen haben, in welchem festgestellt wurde, für welche Themen sich der jeweilige Kontakt interessiert. Durch die Bereitstellung von diversem Content ist es möglich den Interessenten so weit zu qualifizieren, dass er das Bedürfnis hat mit dem Vertrieb konkret über die Leistung des Unternehmens zu sprechen. Dieses Ziel wird durch den Einsatz des Flywheel oder Marketing Funnels erreicht. Durch dieses sollen Leads durch die Anreicherung mit Informationen sukzessiv so weit kanalisiert werden, dass kaufwillige Kunden aus der Gesamtzahl der Interessenten herausgefiltert werden.

### Lead-Transfer
Die letzte Phase des Leadmanagement-Prozesses ist der Lead-Transfer. In diesem werden die Leads, die eine solche hohe Verkaufschance aufweisen und damit Umsatzpotenzial für das Unternehmen bieten, an die entsprechenden Vertriebsorganisationen weitergeleitet. Die weitergereichten Datensätze, welche dem Vertrieb zur Verfügung gestellt werden, sind durch den Durchlauf des gesamten Prozesses mit einem hohen Wert für das Unternehmen versehen, da das Interesse des Kontaktes mehrfach und in steigendem Detaillierungsgrad nachgewiesen ist.